# Eden Robinson (Leichtathletin)
Eden Robinson (* 27. November 2006) ist eine britische Leichtathletin, die sich auf den Siebenkampf spezialisiert hat.

## Sportliche Laufbahn
Erst internationale Erfahrungen sammelte Eden Robinson im Jahr 2024, als sie bei den U20-Weltmeisterschaften in Lima mit 5477 Punkten den fünften Platz im Siebenkampf belegte. Im Jahr darauf wurde sie bei den U20-Europameisterschaften in Tampere mit 5648 Punkten Fünfte.
2024 wurde Robinson britische Meisterin im Siebenkampf.

## Persönliche Bestleistungen
- Siebenkampf: 5648 Punkte: 10. August 2025 in Tampere